# Levofloksacin
Lévofloksacín je baktericidna antibiotična učinkovina iz skupine fluorokinolonov, ki se uporablja za zdravljenje okužb genitourinarnega trakta (npr. pri kroničnem prostatitisu in bakterijskih okužbah sečil), dihal (npr.  pri akutnem bakterijskem sinuzitisu, pljučnici) in prebavil (npr. pri nekaterih oblihkah gastroenteritisa) ter v kombinaciji z drugimi zdravili tudi kot zdravilo drugega reda za zdravljenje tuberkuloze. Uporablja se intravensko, peroralno in v kapljicah za oči.
Med pogoste neželene učinke levofloksacina spadajo slabost, driska in motnje spanja. Med resne neželene učinke, ki se lahko pojavijo, spadajo ruptura kit, tendonitis (vnetje kit), krči, psihoze in potencialno trajna periferna nevropatija. Poškodbe kit lahko nastopijo več mesecev po prekinitvi zdravljenja. Bolniki, ki prejemajo levofloksacin, so lahko tudi bolj dovzetni za opekline zaradi sončne svetlobe. Pri bolnikih z miastenijo gravis lahko pride do poslabšanja mišične oslabelosti in težav z dihanjem. Tveganje pri uporabi med nosečnostjo je nizko, med dojenjem pa kaže, da je njegova uporaba varna.
Levofloksacin je širokospektralni antibiotik iz skupine fluorokinolonov. Deluje baktericidno, kar pomeni, da povzroči smrt bakterijske celice. Je levosučni izomer ofloksacina.
V Združenih državah Amerike so levofloksacin odobrili za klinično uporabo leta 1996. Uvrščen je na seznam osnovnih zdravil Svetovne zdravstvene organizacije, torej med najpomembnejša učinkovita in varna zdravila, potrebna za normalno zagotavljanje zdravstvene oskrbe. Na tržišču so generične oblike zdravila.